# Mind the gap

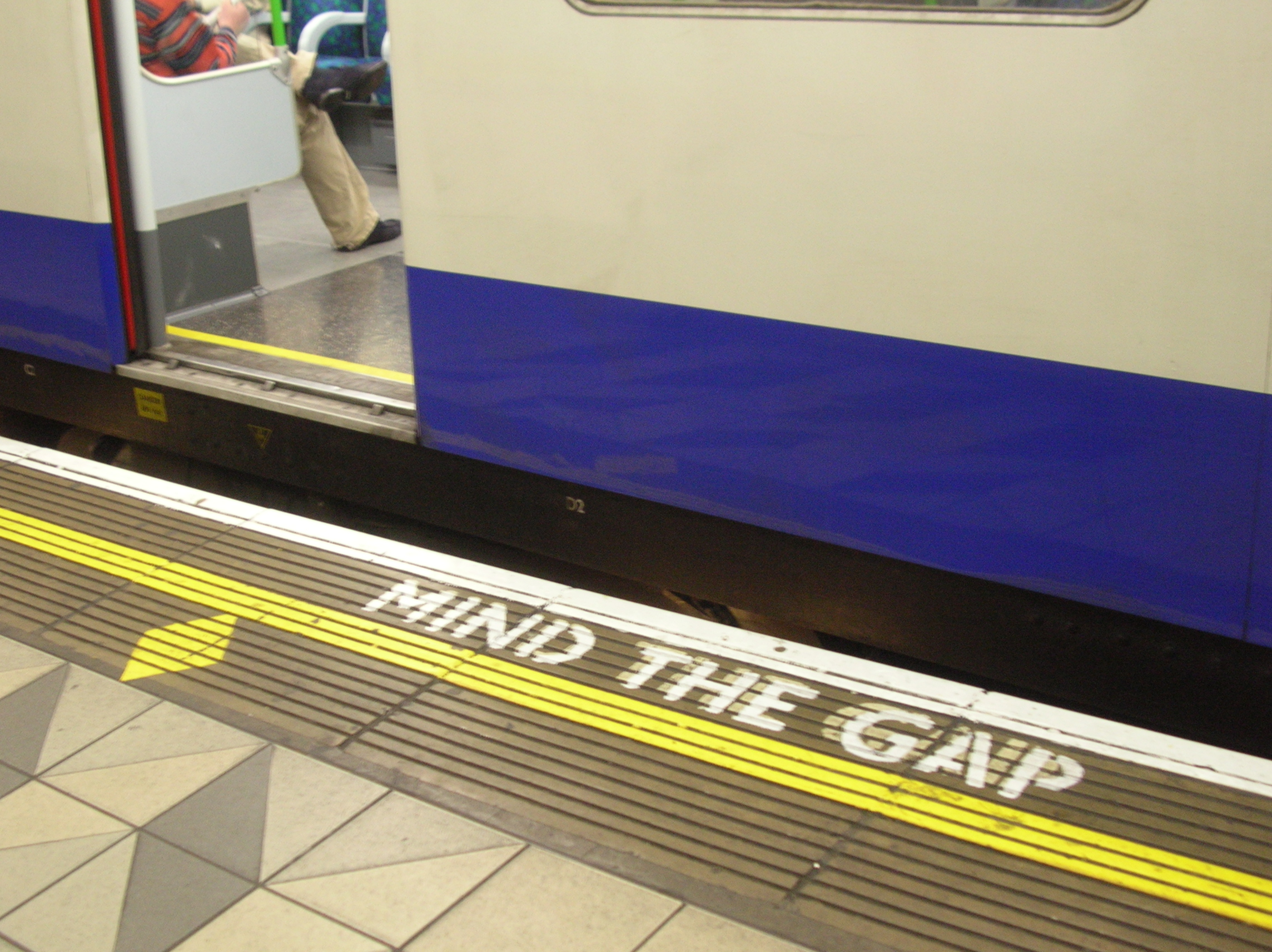
런던 지하철의 'MIND THE GAP'

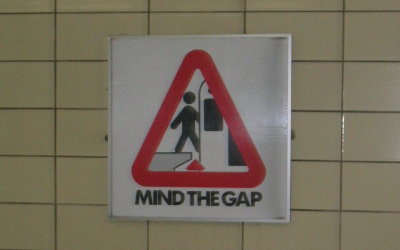
토론토 역의 'MIND THE GAP'

Mind the gap(마인드 더 갭, ‘틈을 조심하세요’)은 1969년부터 런던 지하철의 일부 역에서 지하철 이용객들에게 승강장과 열차 사이의 '틈'을 조심하라는 의미로 사용되고 있는 문장이다.
일부 런던 지하철의 역의 승강장은 직선이 아니라 커브형으로 되어 있다. 그러나 전동차는 직선으로 되어 있기 때문에 이런 역의 승강장과 전동차 사이에 틈이 생겨 안전사고가 발생할 가능성이 상대적으로 그렇지 않은 역보다 높다. 그래서 이러한 안전사고를 미리 막기 위해 일부 역에서 승강장 가장자리에 MIND THE GAP이라고 크게 표시해두고 있다. 또한 이러한 역들은 역에 전동차가 도착할 때 정차할 때까지 "Mind the gap"이라고 녹음된 내용이 수 차례 반복되어 방송되며, 열차가 출발하기 직전에는 "Stand clear of the doors, please."(출입문에서 물러서 주십시오.)와 "This train is now ready to depart."(이 열차는 곧 출발합니다.)라는 내용이 차례로 방송된다.
승강장과 열차 사이의 높낮이가 다른 역에서도 같은 내용이 방송된다. 고심도 노선의 열차는 저심도 노선에서 운행되는 열차보다 객실의 높이가 약 20 cm 정도 낮은데, 피카딜리 선이나 디스트릭트 선의 일부 역에서처럼 승강장이 공유되는 경우 안전 문제가 발생할 수 있기 때문에, 이와 같은 내용이 방송되고 있다.
승강장의 "Mind the gap" 표시는 보통 열차의 출입문 위치와 일치하기 때문에, 출퇴근 시간에 특히 번잡한 역을 이용하는 승객들에게는 승하차문의 위치를 미리 찾는 데 큰 도움이 된다.
이 문장은 런던 지하철뿐만 아니라 캐나다의 토론토 교통국 노선이나, 싱가포르 도시 철도 중 SBS Transit에서 운영하고 있는 동북선, 홍콩의 홍콩 지하철, 구룡광동철도, 인도의 델리 메트로 등에서도 사용되고 있다.
대한민국의 서울 지하철에서도 곡선 역에 진입할 경우 승강장 간격 주의 방송을 내보낸다. "이 역은 승강장과 열차 사이 간격이 넓으므로, 열차를 타고 내리실 때 조심하시기 바랍니다"라는 문구로 승강장과 차내에 방송된다.